# Mule Variations
Mule Variations – album Toma Waitsa wydany w 1999 roku. Był to pierwszy album studyjny wydany przez Waitsa od 1992 roku, kiedy to powstała płyta Bone Machine (wydany rok później The Black Rider jest zbiorem utworów do sztuki o tej samej nazwie). Album otrzymał nagrodę Grammy w kategorii Best Contemporary Folk Album i był nominowany w kategorii Best Male Rock Vocal Performance za utwór "Hold On". Mule Variations zostało sprzedane w ponad 500 000 egzemplarzach na całym świecie. W lipcu 2013 album uzyskał status Złotej Płyty według amerykańskiej RIAA, stając się tym samym trzecim po Rain Dogs i Orphans: Brawlers, Bawlers & Bastards wydawnictwem Waitsa, któremu to się udało.
W 2003 album został sklasyfikowany na 416. miejscu listy 500 albumów wszech czasów magazynu Rolling Stone.

## Lista utworów
Wszystkie utwory zostały napisane przez Toma Waitsa i Kathleen Brennan z wyjątkiem pozycji: 5., 7., 8., 15., które napisał sam Waits.
| 1.  | "Big in Japan"             | 4:05    |
|     |                            |         |
| 2.  | "Lowside of the Road"      | 2:59    |
|     |                            |         |
| 3.  | "Hold On"                  | 5:33    |
|     |                            |         |
| 4.  | "Get Behind the Mule"      | 6:52    |
|     |                            |         |
| 5.  | "House Where Nobody Lives" | 4:14    |
|     |                            |         |
| 6.  | "Cold Water"               | 5:23    |
|     |                            |         |
| 7.  | "Pony"                     | 4:32    |
|     |                            |         |
| 8.  | "What's He Building?"      | 3:20    |
|     |                            |         |
| 9.  | "Black Market Baby"        | 5:02    |
|     |                            |         |
| 10. | "Eyeball Kid"              | 4:25    |
|     |                            |         |
| 11. | "Picture in a Frame"       | 3:39    |
|     |                            |         |
| 12. | "Chocolate Jesus"          | 3:55    |
|     |                            |         |
| 13. | "Georgia Lee"              | 4:24    |
|     |                            |         |
| 14. | "Filipino Box Spring Hog"  | 3:09    |
|     |                            |         |
| 15. | "Take It with Me"          | 4:24    |
|     |                            |         |
| 16. | "Come On Up to the House"  | 4:36    |
|     |                            |         |
|     |                            | 1:10:32 |
|     |                            |         |